# Злотска геомагнетска аномалија
Злотска геомагнетска аномалија се налази у Источној Србији око 15 км југозападно од Бора у атару села Злот на потезу Злот-Сумраковац у близини Кањона Лазареве реке,  на површини од око 4 км квадраних.
Геомагнетска аномалија је локална магнетска аномалија на којој су измерене значајне промене вредности приликом мерења магнетног поља у односу на смер север-југ који компас показује. 
Најпознатије геомагнетне аномалије у свету су Курска магнетна аномалија, Бразилска магнетна аномалија и Полосовска магнетна аномалија.
Злотска геомагнетска аномалија, због интензитета вертикалне компоненте, која достиже вредност нормалног геомагнетског поља ових простора, у свету је позната као једна од већих регистрованих аномалија. На растојањима од само десетак метара одступања износе од 58 до 81 степена док је нормална деклинација за Србију око 20. 
Прва детаљна мерења деклинације на Злотској геомагнетској аномалији извршили су припадници Војногеографског института у сарадњи са Рударско геолошким факултетом 1997. године. Резултати мерења су потврдили изразито изражену аномалиску карактеристику мереног поља у распону од 31,23 степена до минус 44,5 степени.
Досадашња истраживања нису дала прихватљиво геолошко тумачење порекла узрочника Злотске аномалије. Али су у истраживањима састава и текстуре минерала вулканских стена Борске металогенетске зоне на узорцима који су са локалитета Злотске геомагнетске аномалије утврђене две генерације минерала зрнастих и игличастих магнетита, при чему је зрнаста форма својствена само за овај локалитет а садржи око 1 мас % хрома а за игличасте форме се закључује да су везане за процесе који су се одвијали на нешто нижим температурама и у њима примесе хрома изостају.